# Норт Беј (Онтарио)
Норт Беј (енгл. North Bay) је град у Канади у покрајини Онтарио. Према резултатима пописа 2011. у граду је живело 53.651 становника.

## Становништво
Према резултатима пописа становништва из 2011. у граду је живело 53.651 становника, што је за 0,6% мање у односу на попис из 2006. када је регистровано 53.966 житеља.
| 2006.  | 2011.  | 2016.  |
| ------ | ------ | ------ |
| 53.966 | 53.651 | 51.553 |